# Georg Hoeltje
Georg Hoeltje (* 16. März 1906 in Duisburg; † 7. Juni 1996 in Hannover; vollständiger Name: Georg Heinrich Hoeltje) war ein deutscher Kunsthistoriker, Autor zur Bau- und Kunstgeschichte des 19. Jahrhunderts vor allem des Klassizismus und dem Werk von Georg Ludwig Friedrich Laves – und Professor an der Technischen Universität Hannover.

## Leben

„Protest!“-Anzeige gegen den Abriss des Baudenkmals Villa Willmer und für ein Niedersächsisches Denkmalschutzgesetz;
1970 in der Hannoverschen Allgemeinen Zeitung

Als Sohn des aus Hannover stammenden preußischen Baubeamten und Direktor einer Maschinenbauanstalt Edmund Hoeltje verbrachte Hoeltje seine Kindheit in Hagen und Essen. 1924 begann er sein Studium der Kunstgeschichte in Rostock, besuchte 1924/1925 die Technische Hochschule Hannover, 1925 die Universität München und 1926 schließlich die Universität Halle (Saale). Dort promovierte er 1929 bei Paul Frankl mit der Dissertation Zeitliche und begriffliche Abgrenzung der Spätgotik innerhalb der Architektur von Deutschland, Frankreich und England.
Zum 1. April 1929 wurde Hoeltje Assistent für Kunstgeschichte an der Technischen Hochschule Hannover. Dort habilitierte er sich 1932 mit einer Arbeit über Pläne zur Erweiterung der Stadt Hannover in der Zeit von den Befreiungskriegen bis zur Einführung der Eisenbahn und wurde Privatdozent für „Kunst des 19. Jahrhunderts“. 1939 erfolgte die Umhabilitierung an die Universität Bonn.
Aufgrund von Repressionen der Nationalsozialisten emigrierte er 1939 nach Brasilien und arbeitete dort bis 1954 als freier Dozent.
1954 kehrte Hoeltje nach Hannover zurück an die Technische Hochschule und wirkte dort ab 1956 als ordentlicher Professor für Bau- und Kunstgeschichte. Ab 1957 auch Lehraufträge an der Werkakademie Kassel. 1971 wurde Hoeltje emeritiert.
Hoeltje war Mitglied der Koldewey-Gesellschaft, der Braunschweigischen Wissenschaftlichen Gesellschaft und von 1957 bis 1963 Vorsitzender der „Hannoverschen Bauhütte“ (Bauhütte zum weißen Blatt).

## Ehrungen
- 1981: Fritz-Schumacher-Preis

## Schriften (Auswahl)
- Zeitliche und begriffliche Abgrenzung der Spätgotik innerhalb der Architektur von Deutschland, Frankreich und England. Weimar 1930.
- Hannover. (= Deutsche Lande – Deutsche Kunst.) Berlin 1931.
- Bauherr und Baustil. Bischof Bernward von Hildesheim und Abt Suger von St. Denis. Hannover 1956.
- Kunst der Gegenwart. 1959.
- Georg Ludwig Friedrich Laves. (mit einem Beitrag über Georg Ludwig Friedrich Laves als Bauingenieur von Helmut Weber) Steinbock, Hannover 1964.
- Bauliche Aussage – gestern und heute. (Vortragsreihe der Niedersächsischen Landesregierung zur Förderung der wissenschaftlichen Forschung in Niedersachsen, Heft 49). Vandenhoeck & Ruprecht, Göttingen 1973.